# Bestattungsgesetz (Mecklenburg-Vorpommern)
Das Gesetz über das Leichen-, Bestattungs- und Friedhofswesen im Land Mecklenburg-Vorpommern (BestattG M-V) ist das Bestattungsgesetz des Landes Mecklenburg-Vorpommern.

## Abgelöste Vorschriften
Das Bestattungsgesetz wurde am 13. Juli 1998 vom Landtag Mecklenburg-Vorpommern verabschiedet und trat am 1. September des Jahres in Kraft. Mit diesem Tag löste eine Reihe bis dahin gültige Rechtsvorschriften ab.
- das Gesetz über die Feuerbestattung vom 15. Mai 1934 und die Verordnung über dessen Durchführung vom 10. August 1938
- die Verordnung über das Bestattungs- und Friedhofswesen vom 17. April 1980 und daraus folgende Durchführungsbestimmungen:
  - die Erste Durchführungsbestimmung vom 17. April 1980
  - die Zweite Durchführungsbestimmung – Hygiene bei der Überführung, der Bestattung und der Exhumierung menschlicher Leichen – vom 2. Juni 1980
- die Anordnung über die ärztliche Leichenschau vom 4. Dezember 1978 und folgende Anweisungen des Ministeriums für Gesundheitswesen der DDR
  - die Anweisung (Nr. 1) zur ärztlichen Leichenschau vom 4. Dezember 1978
  - die Anweisung Nr. 2 zur ärztlichen Leichenschau vom 23. Oktober 1980
  - die Anweisung Nr. 3 über die ärztliche Leichenschau vom 4. Oktober 1983
- die Anordnung über die Überführung von Leichen vom 20. Oktober 1971
- die Anordnung über die Leichenschau und die Seebestattung bei Sterbefällen auf Seeschiffen vom 13. Februar 1985
- die Anordnung über die Sicherung der gegenwärtigen geltenden Preise des Bestattungswesens gegenüber der Bevölkerung nach Einführung der Industriepreise der 3. Etappe der Industriereform – Bestattungswesen – vom 15. Dezember 1966
- die Anlage 2 (Zusätzliche Bestimmungen über die Verladung und den Transport von Leichen) zur Ersten Durchführungsbestimmung zur Gütertransportverordnung – Bestimmungen für den Ladungstransport durch die Eisenbahn – vom 10. Dezember 1981

## Rechtsgrundlage
Die Gesetzgebung über das Bestattungswesen, die Totenfürsorge und das Friedhofswesen obliegt gemäß Art. 70 GG den Ländern, da sie weder in Art. 73 noch Art. 74 GG aufgezählt werden, welche die ausschließliche oder konkurrierende Gesetzgebung des Bundes regeln.

## Begriffsbestimmungen
Folgende Begriffe werden im Gesetz eingeführt und legen somit Geltungsbereiche einzelner Regelungen dar:
| Begriff          | Paragraf   | Begriffsbestimmung |
| ---------------- | ---------- | --- |
| Leiche           | § 1 Abs. 1 | Der Körper eines Menschen, bei dem sichere Todeszeichen bestehen oder der Tod auf andere Weise zuverlässig festgestellt wurde. Ebenfalls gelten Körper von Neugeborenen die den Mutterleib verlassen haben bei denen - entweder das Herz geschlagen, die Nabelschnur pulsiert oder die natürliche Lungenatmung eingesetzt hat und das danach verstorben ist oder - keines der zuvor genannten Lebenszeichen feststellbar war, das Geburtsgewicht jedoch mindestens 500 Gramm betrug |
| Totgeborenes     | § 1 Abs. 1 | Körper eines Neugeborenen, der nach dem Verlassen des Mutterleibs weder Herzschlag, eine pulsierende Nabelschnur, noch die natürliche Atmung vorhanden waren und das Geburtsgewicht über 500 Gramm betrug. |
| Fehlgeborenes    | § 1 Abs. 2 | Körper eines Neugeborenen, der nach dem Verlassen des Mutterleibs weder Herzschlag, eine pulsierende Nabelschnur, noch die natürliche Atmung vorhanden waren und das Geburtsgewicht unter 500 Gramm betrug. Fehlgeborene gelten nicht als Leichen. |
| Leichenschau     | § 3 Abs. 1 | Untersuchung einer Leiche durch einen Arzt zur Feststellung des Todes, des Todeszeitpunktes, der Todesart und der Todesursache. |
| Obduktion        | § 5 Abs. 1 | Eine Leichenöffnung zur Klärung der Todesursache oder zur Überprüfung der Diagnose oder der Therapie. |
| Obduktionsschein | § 6 Abs. 2 | Ärztliche Bescheinigung über die in einer Obduktion festgestellte Todesursache und andere wesentliche Krankheiten |
| Leichenhallen    | § 8 Abs. 1 | Räumlichkeiten, die ausschließlich der Aufbewahrung von Leichen dienen und den Anforderungen der Hygiene entsprechen. |

## Wichtige Bestimmungen

### Leichenwesen
Der erste Abschnitt regelt den Umgang mit Verstorbenen. So legt § 2 fest, dass jeder, der mit Leichen, Leichenteilen, Fehlgeburten und Totenasche umgeht, die gebotene Ehrfurcht vor dem toten Menschen zu bewahren hat.

#### Ärztliche Leichenschau
§ 3 bestimmt, dass jede Leiche einer Leichenschau unterzogen werden muss. Verpflichtet zur Durchführung sind
- bei Sterbefällen in Krankenhäusern und anderen Einrichtungen, zu deren Aufgaben auch die ärztliche Behandlung gehört, jeder dort tätige Arzt; die Leitung der Einrichtung kann regeln, wer die Leichenschau vorzunehmen hat,
- bei Sterbefällen in einem Fahrzeug des Rettungsdienstes ohne Notarzt der im jeweils nächstgelegenen Krankenhaus diensthabende Arzt,
- in allen anderen Fällen jeder erreichbare niedergelassene Arzt sowie Ärzte im Notfalldienst.

Würde ein Arzt mit weiteren Angaben als der Feststellung des Todes sich selbst oder einen Angehörigen nach § 52 Abs. 1 StPO der Gefahr einer strafrechtlichen Verfolgung oder einem Ordnungswidrigkeitenverfahren auszusetzen, darf er dies ablehnen.
Notärzte haben sich auf die Todesfeststellung mit Angabe des Todeszeitpunkts und der äußeren Umstände des Todes zu beschränken und hat für die Veranlassung der vollständige Durchführung der Leichenschau einen niedergelassenen Arzt, den ärztlichen Notdienst oder die Polizei zu verständigen. Für Ärzte im Notfalldienst gilt eine ähnliche Regelung, dies allerdings als Kann-Bestimmung.
Die Verpflichtung zur Veranlassung haben alle Haushaltsangehörige eines Verstorbenen, der Eigentümer des Ortes, an dem der Tod eintrat und jede Person, die einen Leichnam aussendet.
Der § 4 regelt die Durchführung der Leichenschau. So hat der aufgeforderte Arzt diese unverzüglich, spätestens innerhalb von 8 Stunden, durchzuführen. Die Leiche ist vollständig zu entkleiden und alle Körperregionen zu untersuchen.
Ergeben sich Hinweise auf einen nicht natürlichen Tod oder handelt es sich um einen unbekannten Toten, ist die Polizei oder die Staatsanwaltschaft hinzuzuziehen und bis dahin keine Veränderungen an Leichnam oder dessen Umgebung durchzuführen. War der Verstorbene mit einer meldepflichtigen Infektionskrankheit infiziert und ist der Leichnam weiterhin infektiös, so ist dieser deutlich sichtbar zu kennzeichnen.
Unverzüglich nach Abschluss der Leichenschau ist ein Todesschein auszufüllen und dem örtlich zuständigem Gesundheitsamt zu übersenden. Diese sind 30 Jahre aufzubewahren.
Nach § 7 Abs. 1 hat der Bestattungspflichtige die Kosten für die Leichenschau und die Ausstellung der Todesbescheinigung zu tragen. Ereignete sich der Sterbefall in einem Krankenhaus oder anderer Einrichtung mit ärztlicher Behandlung des Aufgenommenen darf keine Vergütung verlangt werden.

#### Obduktion
Eine Obduktion ist neben dem bundesrechtlich geregelten Fällen (Gerichtliche Obduktion nach §§ 87 ff. StPO, Ermittlungen nach § 25 Abs. 4 IfSG) zulässig, wenn der Verstorbene vor seinem Tode eingewilligt hatte. Liegt weder diese Erklärung noch ein Widerspruch vor, kann obduziert werden, wenn die Bestattungspflichtigen oder Bevollmächtigte nicht innerhalb von 24 Stunden widersprechen
Die Öffnung der Leichen darf nur von Fachärzten für Pathologie oder Rechtsmedizin oder unter dessen Aufsicht durchgeführt werden.
Im Anschluss ist dem für den Sterbeort zuständigem Gesundheitsamt ein Obduktionsschein mit Todesursache und weiteren wesentlichen Erkrankungen zu übermitteln.

#### Anatomische Sektionen
Leichen dürfen gemäß § 5 Abs. 3 nur mit schriftlicher Einwilligung des Verstorbenen für anatomische Sektionen oder sonstige Forschungs- und Lehrzwecke verwendet werden. In diesen Fällen hat die Einrichtung, welche den Verstorbenen übernimmt gemäß § 7 Abs. 2, die Kosten für die Leichenschau und die Ausstellung der Todesbescheinigung zu tragen. Wird der Leichnam nicht mehr für Forschungs- und Lehrzwecke benötigt, so ist gemäß § 9 Abs. 4 die Einrichtung ebenfalls für die Bestattung verantwortlich.

#### Aufbewahrung und Transport von Leichen
Leichen sind gemäß § 8 innerhalb von 36 Stunden nach Eintritt des Todes in eine Leichenhalle zu überführen.
Die Beförderung eines Leichnams ist nur in einem geschlossenen und widerstandsfähigen Sarg zulässig. Wiederverwendbare Särge für den Transport müssen sich rückstandslos reinigen lassen.
Im Straßenverkehr dürfen nur Leichenwagen benutzt werden, explizit ist der Transport im Anhänger untersagt. Ausnahmen gelten für die Bergung von tödlich Verunglückten von der Unfallstelle. Für den Transport oder die Aufbewahrung von Leichen sind die DIN EN 15017 und die DIN EN 75081 anzuwenden.
Für den Transport aus dem Ausland ist ein Leichenpass notwendig. Soll ein Verstorbener aus Mecklenburg-Vorpommern die Bundesrepublik Deutschland verlassen, so ist zwingend vor Abreise eine zweite Leichenschau durchzuführen.

### Bestattungswesen
Der zweite Abschnitt regelt das Bestatten und Beisetzen von Verstorbenen.

#### Bestattungspflicht
§ 9 sieht eine Bestattungspflicht für alle Leichen vor. Ausgenommen hiervon sind Totgeborene unter 1.000 Gramm. Auf Wunsch eines Elternteils sind sie, genauso wie Fehlgeborene und Feten, ebenfalls zu bestatten.
Ist dieser Wunsch nicht gegeben, so ist die Einrichtung in der die Geburt oder der Schwangerschaftsabbruch stattfand für eine Friedhofsbeisetzung zuständig. Lediglich Fehlgeborene oder Feten vor der zwölften Schwangerschaftswoche sind dem sittlichen Empfinden entsprechend einer Verbrennung zuzuführen, sofern sie nicht legal in der Forschung Verwendung finden.
Die Pflicht die Bestattung zu besorgen haben in dieser Reihenfolge folgende volljährige Angehörige:
1. Ehepartner
2. Lebenspartner in Sinne des Lebenspartnerschaftsgesetzes
3. Kinder
4. Eltern
5. Geschwister
6. Großeltern
7. Enkel
8. sonstige Partner einer auf Dauer angelegten nichtehelichen Lebensgemeinschaft

#### Bestattungsarten
Das Gesetz sieht im § 10 zwei Arten der Bestattung vor. Dies sind die Erd- und die Feuerbestattung mit anschließender Beisetzung der Asche. Die Wahl des Orts und der Bestattungsart richten sich nach dem Willen des Verstorbenen. Ist dieser nicht bekannt, so bestimmt dies der Auftraggeber der Bestattung. Die Bestattung hat ohne Sarg zu erfolgen, wenn dies der Wille des Verstorbenen ist. Diese Regelung ermöglicht beispielsweise muslimische Bestattungen.

#### Regelungen für Bestattungen von Amts wegen
Sind keine Bestattungspflichtigen vorhanden, diese weder ermittel- noch auffindbar oder kommen sie ihrer Pflicht nicht nach und niemand anderes veranlasst eine Bestattung, so ist nach § 9 Abs. 3 die kommunale Ordnungsbehörde des letzten Hauptwohnsitzes für die Besorgung der Bestattung zuständig. Die eigentlich Bestattungspflichtigen bleiben weiterhin zur Kostenübernahme verpflichtet.
§ 10 regelt, dass diese Bestattungen dem Willen des Verstorbenen entsprechen müssen. Ist dieser nicht bekannt, so hat die Bestattung einfach, würdevoll und ortsüblich zu erfolgen. Ein Verstreuen der Asche und eine Urnenbeisetzung auf See sind nicht gestattet. Die Grabstätte ist mit dem Namen zu kennzeichnen. Damit ist ein anonymes Begräbnis, außer auf ausdrücklichen Willen des Verstorbenen, unzulässig.
Handelt es sich um einen unbekannten Toten, so ist nur eine Erdbestattung möglich.

#### Voraussetzungen für die Erdbestattung
§ 11 bestimmt, dass zwischen Eintritt des Todes und der Erdbestattung mindestens 24 Stunden vergangen sein müssen und diese innerhalb von 10 Tagen stattfinden oder der Transport für eine Bestattung an einem anderen Ort begonnen haben soll. Diese Fristen gelten nicht bei Durchführung einer Obduktion oder Sektion. Damit eine Bestattung erfolgen kann, muss eine Leichenschau durchgeführt worden sein und ein Nachweis über die Anzeige des Todes beim Standesamt vorliegen. Nach § 13 sind Erdbestattungen grundsätzlich nur auf Friedhöfen zulässig.

#### Voraussetzungen für die Feuerbestattung
Feuerbestattungen dürfen nach § 12 nur durchgeführt werden, wenn eine zweite Leichenschau durch einen vom Gesundheitsamt ermächtigten Rechtsmediziner oder einem Arzt des Gesundheitsamtes erfolgt ist. Die Dokumentation ist im zuständigen Krematorium fünf Jahre aufzubewahren. Die Leiche ist gemäß § 11 innerhalb von 10 Tagen nach Eintritt des Todes in ein Krematorium zu überführen.
Die Krematorien dürfen nur kommunal betrieben werden. Die Asche des Verstorbenen ist nach der Verbrennung in eine Urne aufzunehmen und diese gekennzeichnet zu verschließen. Das gesamte Verfahren ist zu dokumentieren und mitsamt der Angabe über den Verbleib der Urne fünf Jahre aufzubewahren. Eine Aushändigung der Urne darf nur zum Zweck einer Beisetzung erfolgen.
Die Beisetzung einer Urne darf laut § 13 auf Friedhöfen, in geeigneter Form in einer Kirche, auf Wunsch des Verstorbenen, wenn andere Rechtsvorschriften nicht entgegenstehen, von einem Schiff aus auf See erfolgen. Des Weiteren ist auf hierfür bestimmten Stellen auf Friedhöfen das Verstreuen der Asche erlaubt. Im Einzelfall können Gemeinden, beim Vorliegen wichtiger Gründe, die sonstige Beisetzung außerhalb von Friedhöfen zulassen, wenn öffentliche Belange nicht im Wege stehen.

### Friedhofswesen
Im dritten Abschnitt werden Anforderungen an den Betrieb von Friedhöfen gestellt.

#### Trägerschaft
Nach § 14 können das Land und unter dessen Aufsicht stehende juristische Personen des öffentlichen Rechts, Gemeinden sowie Religionsgemeinschaften, die Körperschaften des öffentlichen Rechts sind sein.
Gemeinden sind zur Einrichtung und Unterhaltung von Friedhöfen und Leichenhallen verpflichtet, wenn kein kirchlicher Friedhof besteht. Dies gilt nicht, wenn es Vereinbarungen gibt den Friedhof anderer Träger mitzubenutzen. Existiert in der Gemeinde lediglich ein kirchlicher Friedhof, so ist allen Verstorbenen unabhängig ihrer Konfession eine Bestattung zu ermöglichen. Die Träger sind verpflichtet Beisetzung zu dokumentieren und sich eine Friedhofsatzung zu geben.

#### Freiheit von Kinderarbeit
§ 14a legt Voraussetzungen und Zertifizierungen durch bestimmte Zertifizierungsstellen fest, die verhindern sollen, dass Grabmäler oder Grabeinfassungen aus Naturstein durch Kinderarbeit hergestellt wurden.

#### Ruhezeiten
Die Mindestruhezeiten für Friedhöfe und andere Grabstätten legt gemäß § 15 das örtlich zuständige Gesundheitsamt fest. Diese dürfen eine Dauer von 20 Jahren nicht unterschreiten. Gleichzeitig schreibt das Gesetz die Einzelbelegung von Gräbern bei Erdbestattungen vor. Innerhalb dieser Ruhezeiten sind Ausgrabungen und Umbettungen nur aus wichtigen Gründen gestattet. Das Umbetten von Leichen zwischen zwei Wochen und sechs Monaten nach der Beisetzung sind gänzlich untersagt. Wird eine Leiche umgebettet beginnt die Ruhezeit nicht von neuem.
Werden menschliche Überreste bei Erdarbeiten außerhalb von Friedhöfen entdeckt, so sind sie nach Abschluss polizeilicher Ermittlungen wieder der Erde zu übergeben, soweit sie nicht wissenschaftlichen Zwecken zugeführt werden.

#### Einrichten und Aufheben von Friedhöfen
Das Einrichten oder Erweitern eines Friedhofes ist nach § 13 Abs. 6 durch die zuständigen Landräte oder Oberbürgermeister der kreisfreien Städte genehmigungspflichtig. Diese haben eine Entscheidung im Benehmen der zuständigen Wasserbehörden zu treffen. Die Genehmigung ist öffentlich bekanntzugeben.
Die Aufhebung von Friedhöfen, deren Teilen oder einzelner Grabstätten ist nach § 17 nur zulässig, wenn alle Mindestruhezeiten betroffener Beisetzungen abgelaufen sind. Eine frühere Aufhebung ist nur im öffentlichen Interesse aufgehoben werden, wenn alle Leichen und Urnen zuvor umgebettet worden sind.

### Ordnungswidrigkeiten
Der § 20 zählt Verstöße gegen einzelne Paragrafen auf, die bei Vorsatz oder Fahrlässigkeit als Ordnungswidrigkeiten geahndet werden. Diese begeht wer
- entgegen § 3 Abs. 2 als Verpflichteter die Leichenschau nicht unverzüglich veranlasst,
- entgegen § 3 Abs. 3 als Arzt die Leichenschau nicht durchführt,
- entgegen § 4 Abs. 1 die Leichenschau nicht rechtzeitig oder nicht in der erforderlichen Weise durchführt,
- entgegen § 4 Abs. 2, § 6 Abs. 3 Satz 3 oder § 12 Abs. 3 Satz 1 eine Auskunft nicht oder nicht richtig erteilt,
- entgegen § 4 Abs. 4 als Arzt eine Leiche nicht mit einem Hinweis auf eine meldepflichtige Krankheit oder auf eine sonstige von der Leiche ausgehende Gefahr kennzeichnet oder entgegen § 8 Abs. 3 die Kennzeichnung auf dem Sarg nicht wiederholt,
- als Arzt entgegen § 6 Abs. 1 eine Todesbescheinigung nicht, nicht richtig oder nicht vollständig ausstellt oder entgegen § 6 Abs. 3 Satz 2 eine Todesbescheinigung oder einen Obduktionsschein nicht vervollständigt,
- entgegen § 8 Abs. 2 für die Beförderung von Leichen im Straßenverkehr ein Fahrzeug benutzt, das hierfür nicht bestimmt und eingerichtet ist, oder einen Anhänger benutzt,
- entgegen § 8 Absatz 6 die Aufbewahrung und Beförderung von Leichen nicht den dort benannten DIN-Normen entsprechend durchführt oder nicht den Nachweis der Zertifizierung besitzt.
- entgegen § 13 eine Beisetzung außerhalb eines Friedhofs vornimmt,
- einer Rechtsverordnung nach § 6 Abs. 5 zuwiderhandelt, soweit sie für einen bestimmten Tatbestand auf diese Bußgeldvorschrift verweist.

Diese Verstöße können mit einer Geldbuße bis 10.000 Euro geahndet werden.

## Ermächtigungen und Zuständigkeiten
In § 6 Abs. 5 wird das Gesundheitsministerium ermächtigt Rechtsverordnungen über den Inhalt von Toten- und Obduktionsbescheinigungen, sowie deren Empfänger, die zu beachtenden Datenschutzmaßnahmen, die Auswertung und den sonstigen Umgang mit diesen Bescheinigungen zu erlassen.
§ 18 regelt die Zuständigkeiten für die Durchsetzung der getroffenen Regelungen. Diese werden zwischen den Landkreisen und den Gemeinden im eigenen und übertragenem Wirkungskreis auferlegt. Als Fachaufsichtsbehörde wird das Gesundheitsministerium bestimmt.